# Häringhof
Häringhof ist eine in die Stadt Eichstätt eingemeindete Einöde im oberbayerischen Landkreis Eichstätt.

## Lage
Häringhof liegt drei Kilometer nordöstlich von Eichstätt auf der Hochfläche der Fränkischen Alb.

## Geschichte
Der Hof ist erstmals im 16. Jahrhundert als „Hungerhoff“ erwähnt, angelegt von dem Eichstätter Domherrn und Dompropst Ambrosius von Gumppenberg (um 1501–1574). Der Hof war auf schlechtem und daher wenig ertragreichen Boden errichtet, so dass bei seinen Bewohnern Hunger wohl kein Fremdwort war; es kann aber auch der Spitzname „Hunger“ namensgebend gewesen sein. 1614 ist die Rede davon, dass sich dort „Gesindel“ aufhält, gegen das der Bischof von Eichstätt mit einem Mandat vorgeht. Die Lagebeschreibung lautet zu dieser Zeit zum ersten Mal auf „Vnder Wimpasing“ (Unterwimpasing) – in Bezug zu dem ebenfalls domkapitelschen „(Ober-)Wimpasing“ (= „Vom Wind Umgestoßenes, dem Wind besonders ausgesetztes Gebiet“). 1645 ist vom Hungerhof zu „Nieder Wimpesing“ die Rede, auf dem der domkapitelsche Untertan Veit Neusesser sitzt. Der Zehent des Hofes stand, wie 1660 berichtet wird, dem Kollegiatstift „Unsere Liebe Frau“ zu Eichstätt zu; die ab 1472 neu erbaute und im 19. Jahrhundert größtenteils abgerissene Marienpfarrkirche war seit 1233 dem Domkapitel inkorporiert, das Kollegiatstift bestand seit 1316/18. Im Jahr 1800 stritt das Pfarrstift „Unsere Liebe Frau“ mit dem Grafen von Schenck als dem damaligen Besitzer des „Ungerhofs“. 1808 taucht erstmals die Bezeichnung Häringhof auf, die sich allmählich durchsetzte: Während es 1836 hieß, der „Hunger- (oder Häring-)hof “besteht aus einem Haus mit zehn Seelen, wird 1882 nur noch „Häringhof“ mit jetzt vier Bewohnern erwähnt. Falls das Aufkommen dieser Bezeichnung nicht nach einem Besitzer namens „Häring/Hering“ erfolgte, dürfte ihr wieder ein Spitzname im Sinne von „schmächtig, unansehnlich“ zugrunde liegen. Im Kreishandbuch von 1906 findet man die Bezeichnung „Unterwimpasing (Niederwimpasing-Häringhof)“. Das Anwesen gehörte im neuen Königreich Bayern (1806) zum Steuerdistrikt und zur Gemeinde Preith. Am 1. Mai 1978 wurde die Gemeinde Preith aufgelöst, Häringhof kam zur Stadt Eichstätt.
1818 hieß der Hofbesitzer Eigenseher. 1876 gelangte das Hofgut bei einer Zwangsversteigerung in den Besitz der Schweizer Familie Ming, die bis 1915/16 dort ansässig blieb. Der Hof ist auch heute noch ein landwirtschaftlicher Betrieb (Ackerbau, Schweinezuchtbetrieb, seit 2002 mit Biogasanlage).

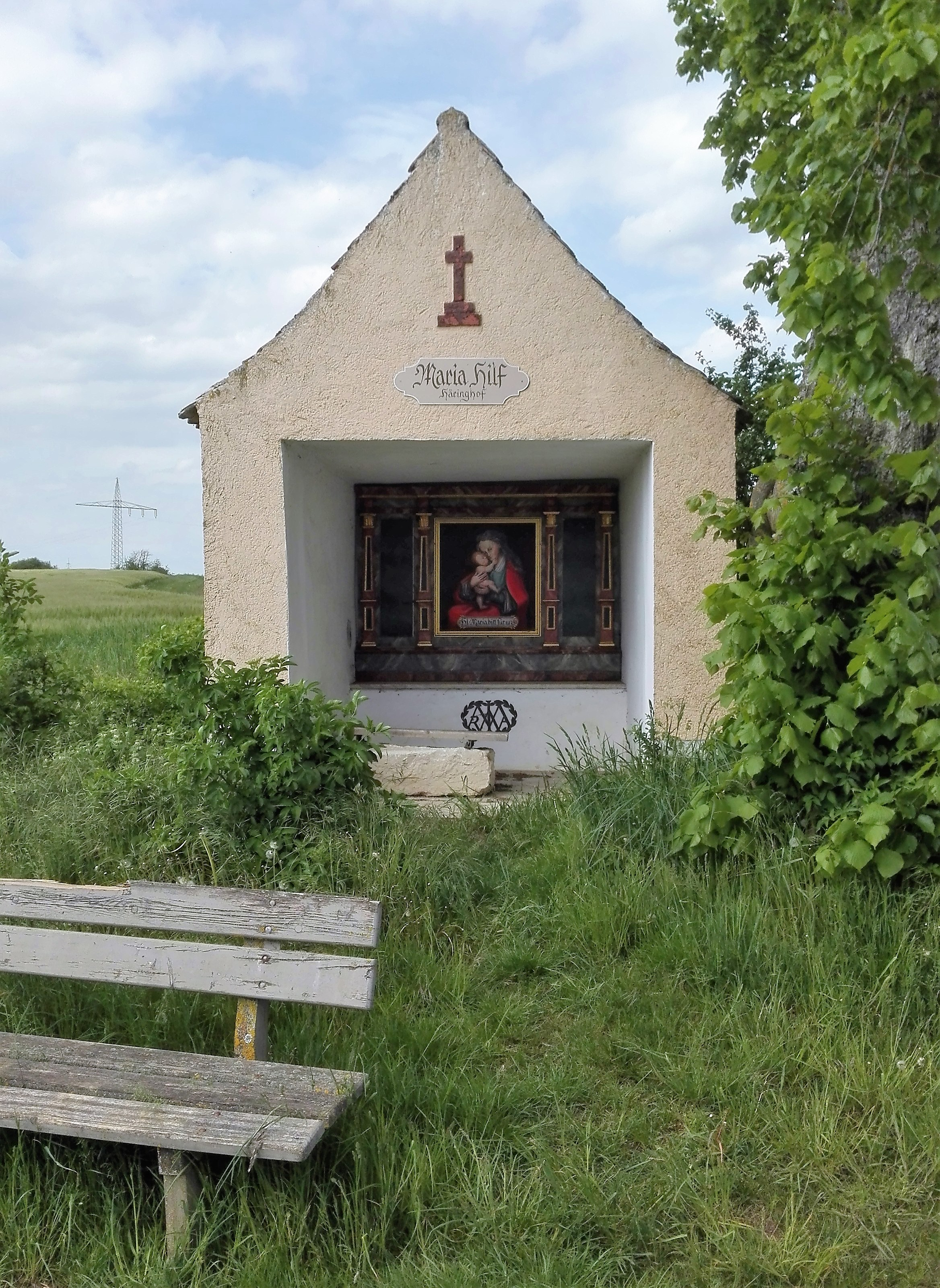
Maria-Hilf-Kapelle beim Häringhof

## Sonstiges
- Die Gutshofmauer stammt wohl aus dem 18. Jahrhundert.[6]

- 1944 sollte beim Häringhof ein Militärflugplatz entstehen.[7]

## Einwohnerentwicklung
- 1821: 11[8]
- 1836: 10
- 1882: 4
- 1937: 11[9]
- 1950: 14[10]
- 1987: 5[11]

## Verkehrsanbindung
Der Häringhof ist über eine Stichstraße zu erreichen, die von der Staatsstraße 2225, der sogenannten Jura-Hochstraße, vom Eichstätter Spindeltal heraufkommend auf der Höhe des Eichstätter Siedlungsgebietes Seidlkreuz nach Osten abzweigt.